# Michał z Raciąża
Michał z Raciąża, Michał Paczanow (ur. ?, zm. przed 19 marca 1513) – polski duchowny rzymskokatolicki, biskup pomocniczy płocki.

## Życiorys
Z pochodzenia był mieszczaninem. Karierę duchowną zawdzięczał biskupowi płockiemu Piotrowi z Chotkowa, którego był podskarbim. W 1494 biskup ten mianował go kanonikiem płockim, mimo oporu części kapituły, spowodowanego plebejskim pochodzeniem Michała.
6 lipca 1496 papież Aleksander VI prekonizował go biskupem pomocniczym diecezji płockiej oraz biskupem in partibus infidelium margaryteńskim. Brak informacji kiedy i od kogo przyjął sakrę biskupią.
Jako biskup sprawował także urzędy wikariusza i oficjała generalnego. Pochowany został w katedrze płockiej.